# Blaue Lacke (Stubaier Alpen)
Die Blaue Lacke ist ein Bergsee in den Stubaier Alpen. Sie liegt nordöstlich vom Wilden Pfaff in 2289 m ü. A. Höhe 500 Meter südwestlich der Sulzenauhütte, drei Kilometer nördlich der österreichisch-italienischen Grenze. Sie ist durch das Abschmelzen des Sulzenauferners entstanden und wird von seiner Ufermoräne des 1850er Standes gestaut. Sie wird von einem Seitenarm des Sulzenaubaches entwässert. Direkt am See führt der Lübecker Weg von der Sulzenauhütte zum Aperen Freiger.